# Blagovari járás
A Blagovari járás (oroszul Благоварский муниципальный район, baskír nyelven Благовар районы) Oroszország egyik járása a Baskír Köztársaságban, székhelye Jazikovo falu, nevét viszont egy másik hozzá tartozó falu, Blagovar után kapta.

## Népesség
- 1970-ben 29 813 lakosa volt, melyből 13 616 baskír (46,3%), 8 198 tatár (20,6%).
- 1989-ben 24 272 lakosa volt, melyből 14 520 tatár (59,8%), 1 899 baskír (7,8%).
- 2002-ben 25 770 lakosa volt, melyből 12 472 baskír (48,4%), 5 955 tatár (23,11%), 5 108 orosz(19,82%), 995 ukrán, 616 német, 120 mari, 100 csuvas.
- 2010-ben 26 004 lakosa volt, melyből 11 131 baskír (42,8%), 7 361 tatár (28,3%), 5 675 orosz (21,8%), 730 ukrán, 108 mari, 91 csuvas, 34 fehérorosz, 21 mordvin, 16 udmurt.

| Lakosok száma | 24 341 | 25 770 | 25 882 | 26 004 | 25 805 | 25 621 | 25 683 | 25 556 | 25 423 | 24 699 |
|               | 1989   | 2002   | 2008   | 2010   | 2012   | 2013   | 2014   | 2016   | 2017   | 2021   |